# Lâu đài Gradačac
Lâu đài Gradačac (tiếng Bosnia: Dvorac Gradačac) là một lâu đài ở Gradačac ở Bosnia và Herzegovina. Lâu đài Gradačac cao 138 mét (453 ft) so với mực nước biển.
Lâu đài Gradačac có một pháo đài với những bức tường cao 18 mét (59 ft), được xây dựng từ năm 1765 đến năm 1821, và một tháp canh cao 22 mét (72 ft), được xây dựng vào năm 1824 bởi Husein-kapetan Gradaščević trên nền móng do người La Mã tạo ra. Nó được hoàn thành vào thế kỷ 19. Năm 1831, tướng quân đã tập hợp người Bosnia chống lại sự chiếm đóng của Thổ Nhĩ Kỳ và đẩy người Ottoman ra khỏi Kosovo, giành được chủ quyền của Bosnia trong năm tới. Do đó, công sự có tầm quan trọng lịch sử to lớn đối với người Bosnia. Nó đã được cải tạo gần đây.